# Казале Галеоти (Кјети)
Казале Галеоти (итал. Casale Galeoti) је насеље у Италији у округу Кјети, региону Абруцо.
Према процени из 2011. у насељу је живело 52 становника. Насеље се налази на надморској висини од 853 м.